# Döende oskuld
Döende oskuld är ett musikalbum av Raj Montana Band utgivet på skivbolaget Amalthea 1979 (skivnummer AM 12). Skivan utgavs på CD 1996 (CDAM 12) och 2013 (CDAM 12).
Albumet producerades av Dan Hylander. Bland de medverkande musikerna fanns förutom Hylander Mats Ronander, Py Bäckman och Jan-Eric Fjellström. Hylander skrev låtarna till skivan, undantaget "Min älskade stod inför rätten idag", vilken var en svensk tolkning av Bob Dylans "Percy's Song", skriven av Mikael Wiehe. Omslaget gjordes av Arne Franck, Ingemar Nilsson och Hylander. Ansiktet i profil tillhörde Malmömodellen Vera Stevens.
Döende oskuld är en av titlarna i boken Tusen svenska klassiker (2009).

## Låtlista
Sida A
1. "Nattåg" - (Dan Hylander)
2. "Allt du gör på jorden… (Bombay)" - (Dan Hylander)
3. "Celliv" - (Dan Hylander)
4. "Från en till en annan" - (Dan Hylander)

Sida B
1. "Höst (till Eva, så länge jag kan gå)" - (Dan Hylander)
2. "Min älskade stod inför rätten idag" ("Percy's Song") - (Mikael Wiehe / Bob Dylan)
3. "Balladen om flickan och dom två munkarna" - (Dan Hylander)
4. "Hymn till en snubblad vandrare (Fotnot/Roll Along)" - (Dan Hylander)

## Raj Montana Band
- Dan Hylander - Sång, gitarr & slagverk
- Roland Gottlow - Orgel, piano, flygel, synthesizer & dragspel
- Jan-Eric Fjellström - Gitarr
- Håkan Nyberg - Trummor
- Nils Persson - Bas

## Övriga medverkande musiker
- Py Bäckman - Sång (1, 3, 6-8)
- Ulf Nordin - Tenorsax (4-5)
- Kersti Olin - Sång (1, 3, 6-8)
- Peps Persson - Slagverk (1, 3)
- Mikael Rickfors - Sång (1, 3, 6-8)
- Mats Ronander - Sång, munspel & tamburin (1-3, 5-8)
- Brynn Settels - Tamburin (5)
- Pontus Olsson - Effektpiano (3)

## Listplaceringar
| Lista (1980) | Topplacering |
| ------------ | ------------ |
| Sverige      | 48           |

### Fotnoter
1. 1 2  ”Döende oskuld”. Discogs.com. http://www.discogs.com/Raj-Montana-Band-D%C3%B6ende-Oskuld/release/2227156. Läst 12 februari 2013.
2. ↑  ”Raj Montana Band - Döende Oskuld” (på engelska). 18 augusti 2013. https://www.discogs.com/release/6836363-Raj-Montana-Band-D%C3%B6ende-Oskuld-. Läst 18 augusti 2025.
3. 1 2 3  Gradvall et al 2009, nr. 540
4. ↑  Olle Berggren (20 september 2010). ”HEMMA HOS: Här lever Skånefrun i lugn och ro”. Leva & bo. https://levaochbo.expressen.se/hemma-hos-har-lever-skanefrun-i-lugn-och-ro/. Läst 18 augusti 2025.
5. ↑  Olle Berggren (4 april 2013). ”Nu återförenas Dan och Py i Malmö”. www.expressen.se. https://www.expressen.se/kvallsposten/nu-aterforenas-dan-och-py-i-malmo/. Läst 18 augusti 2025.
6. ↑  Placeringar på den svenska albumlistan